# اوکاندیایا
اوکاندیایا (به لاتین: Okandeyaya) یک منطقهٔ مسکونی در سری‌لانکا است که در استان جنوبی (سری‌لانکا) واقع شده‌است.